# Утяганово (Кармаскалинский район)
Утяга́ново (баш. Үтәгән) — село в Кармаскалинском районе Башкортостана, входит в состав Новокиешкинского сельсовета.

## Население
| 2002 | 2009 | 2010 |
| ---- | ---- | ---- |
| 464  | ↗469 | ↘438 |

Национальный состав
Согласно переписи 2002 года, преобладающая национальность — башкиры (97 %).

## Географическое положение
Находится на берегу реки Белой.
Расстояние до:
- районного центра (Кармаскалы): 20 км,
- центра сельсовета (Новые Киешки): 2 км,
- ближайшей ж/д станции (Тазларово): 6 км.

## Религия
Ислам 
- Мечеть

## Известные уроженцы
- Баимов, Роберт Нурмухаметович (1937—2010) — писатель, литературовед, лауреат премии имени Салавата Юлаева (1997), профессор БГУ, доктор филологических наук, заслуженный деятель науки РФ и БАССР, член-корреспондент АН РБ.
- Хусаинов, Ахат Рахматуллович (род. 5 августа 1946) — актёр Башкирского государственного академического театра драмы им. М. Гафури, Заслуженный артист Республики Башкортостан (1984), Народный артист Республики Башкортостан (1990).
- Хусаинов, Гайса Батыргареевич (1928—2021) — филолог, академик АН РБ (1992), бывший главный редактор журнала «Ватандаш», лауреат премии им. Салавата Юлаева (1980), Заслуженный деятель науки Российской Федерации (1993).